# Jean-Baptiste Cavaignac
Jean-Baptiste Cavaignac (Gourdon, 1762. február 23. – Brüsszel, 1829. március 24.) francia tábornok, a Nemzeti Konvent tagja, Louis Eugène Cavaignac édesapja, Jacques Marie Eugène Godefroy Cavaignac nagyapja.

## Élete
1789-ben parlamenti ügyvéd volt Toulouse-ban, azután a forradalomhoz csatlakozott, és 1792-ben a Nemzeti Konventbe választották. Nem tartozott Maximilien de Robespierre pártjához, de XVI. Lajos halálára szavazott. 1795. október 5-én (vendémiaire 13.) Bonaparte oldalán a konvent csapatait vezényelte, és a fellázadt külvárosi csőcselék leverésében segédkezett.
A direktórium idején az ötszázak tanácsának tagja és lotto-kezelő volt. Bonaparte József 1806-ban Cavaignac-ot jószágkezelőnek Nápolyba hívta, Murat pedig nápolyi államtanácsossá tette. Amikor I. Napóleon a külföldön alkalmazott franciákat hazahívta, Cavaignac is visszatért Franciaországba, ahol 1815 márciusában Somme megye prefektusává nevezték ki. Még el sem foglalta ezt az állást, amikor bekövetkezett a második restauráció, és Cavaignac, mint királygyilkos, kénytelen volt kivándorolni.